# Dol Amroth
Dol Amroth je přímořský městský stát a knížectví na fiktivním kontinentě Středozemi vytvořeném J. R. R. Tolkienem. Město Dol Amroth bylo vybudováno na stejnojmenném pahorku na poloostrově Belfalas v jižní části království Gondoru. Město získalo podobu pevnosti a plnilo funkci přístavu na březích jižního Gondoru a zátoky Belfalas.
Jménem krále Gondoru (později správce) vládnou městskému státu knížata. Knížectví Dol Amroth je nedílnou součástí Gondorského království. V době, v níž se odehrává děj knihy Pán Prstenů J. R. R. Tolkiena, zde vládne v pořadí 24. kníže Imrahil, který poskytne správci Gondoru vojsko o síle 1 000 mužů na obranu Minas Tirith, což byl početně největší kontingent mimo vlastní území Gondoru, který přišel městu na pomoc. V Dol Amrothu jsou lidé vysoké postavy a částečně elfské krve, někteří dokonce dosud ovládají elfský jazyk, neboť zdejší kraje bývaly obývány elfskou rasou zvanou Nandor a někteří z nich se časem smísili s lidmi.

## Geografie
Jeho severní pobřeží vymezovalo část Cobasské zátoky, malého zálivu, do kterého ústila řeka Morthond. Na ostrohu založili knížata Dol Amrothu hrad, a tak Dol Amroth odkazoval na tuto pevnost a na sousední přístavní město, hlavní město regionu Belfalas. Ve zdech města se nacházela Věž mořesprávce neboli Tirith Aear, která měla zvon, na který se zvonilo ve prospěch námořníků.

## Dějiny
Prvními známými osadníky oblasti Belfalasu byli Sindarští uprchlíci z Beleriandu na konci Prvního věku a později i ve Druhém věku (po válce elfů a Saurona), kteří se dočasně usadili v mysu, který se stal Dol Amrothem, než vypluli na západ. Galadriel s Celebornem zde také dočasně žili, avšak po několika letech se vrátili zpět do Lórinandu.  
Samotné knížectví Dol Amroth bylo původně kolonie Númenoru, pod jménem Lond Ernil, konkrétně bylo jednou z prvních tří kolonií Númenoru, které byly postaveny - Lond Daer, Lond Ernil a Umbar. Věrní Númenorejci před Pádem Númenoru založili tuto kolonii v Belfalasu a vybudovali na ostrohu pevnost. Když byla vytvořena Království Dúnadanů ve vyhnanství, Elendil dal Galadorovi, tehdejšímu guvernérovi Lond Ernilu, titul Knížete a prohlásil Belfalaský poloostrov jako jeho území, které bylo od té doby známo jako Dor-en-Ernil. Amroth, bývalý král Lórienu, byl ztracen v zálivu Belfalas poblíž mysu v roce 1981 a přibližně v té době z něj odešli poslední elfové. Výběžek byl od té doby známý jako Dol Amroth, pojmenován jako takový po ztraceném králi („Hill of Amroth“, ''Amrothův kopec''). Během Občanské války v Gondoru stálo knížectví na straně Castamirových stoupenců s minimální podporou Castamira, avšak po jeho vypálení Osgiliathu se obrátilo proti němu a připojilo se k Eldacarovým loajalistům. Knížata Dol Amrothu také veleli Gondorským armádám v kampaních proti Černým Númenorejcům během Haradských válek a jejich armády vybojovaly mnoho vítězství, včetně druhého obléhání přístavu Umbar, které pod velením krále Telumehtara v roce 1810 dobyli. V pozdějších letech bylo knížectví Dol Amroth společně se všemi Gondorskými městy a osadami na pobřeží vystaveno častým útokům korzárů z Umbaru, během nichž byl v roce 2746 zabit patnáctý kníže Dol Amrothu. Celkem bylo dvacet jedna princů z Dol Amrothu, než dvaadvacátý Imrahil vedl během války o Prsten družinu rytířů a kontingent 700 mužů z města do Minas Tirith na pomoc Mordorem obleženému městu během obléhání Minas Tirith v roce 3019. Kníže Imrahil tehdy nemohl shromáždit více vojáků na pomoc městu, protože musel nechat velkou část svých sil na jihu pro obranu pobřeží proti Umbarským korzárům, kteří se zmocnili měst Pelargir, Tarnost a Linhir a  dobývali nebo drancovali Gondorské pobřeží od Anfalasu po Lebennin. Po bitvě na Pelennorských polích opustil společně s novou armádou, vzniklou ze spojení sil Rohanu a Gondoru, Minas Tirith 18. března, a společně  pochodovali na sever podél pohoří Ephel Dúath a prokletého města Minas Morgul, až nakonec dorazili k Morannonské bráně. Když se Sauronovy síly 25. března vynořily z Černé brány, Imrahil stál se svými muži v první linii. Bojovali v bitvě u Morannonu, dokud nebyl zničen Jeden prsten.  

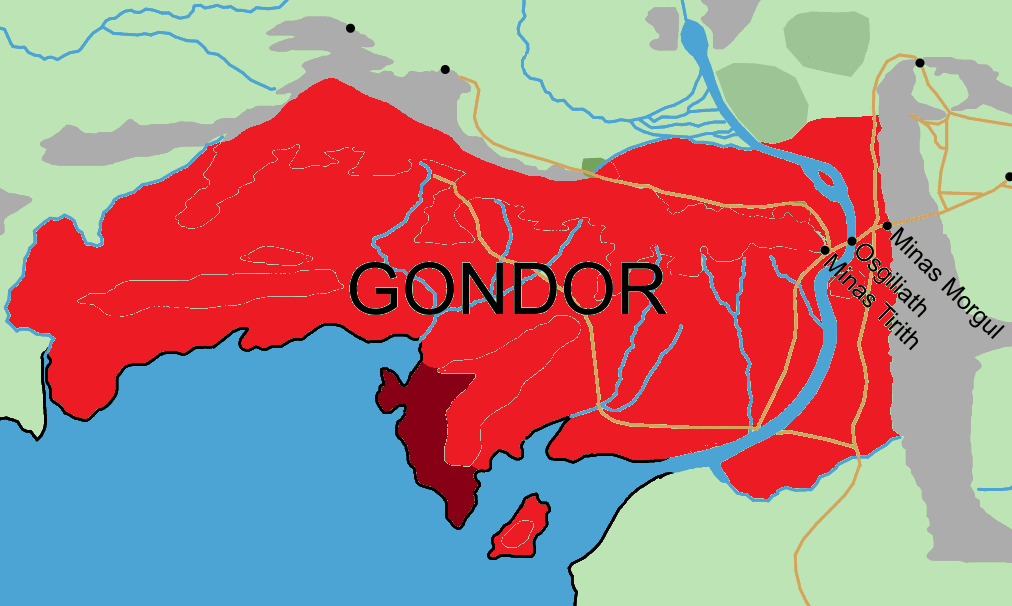
Knížectví Dol Amroth (tmavě červeně) bylo ve Druhém věku jednou z nejsilnějších kolonií Númenoru ve Středozemi, a jeho armády byly nejlepší silou v celém Gondoru.

## Obyvatelstvo a společnost
Prvními známými osadníky území Dol Amrothu byli elfové Sindar, kteří zde založili sindarskou osadu severně od místa budoucího města Dol Amrothu, založené na konci Prvního věku. Sindarští Elfové tam zůstali až do roku 1981 Třetího věku. Po nich se v zemi usadili Galadriel a Celeborn spolu s mnoha elfy z Lórinandu nějaký čas po roce 1701 Druhého věku. 
Guvernéři kolonie Lond Ernil, kteří zde žili, byli prý příbuzní Elendilovi a podle legendy o Mithrellas měli jejich princové elfskou krev. Kvůli tomu byli vládnoucí rod a jejich příbuzní ušlechtilí krví a krásní ve tváři i mysli.

Kromě samotných knížat byli lidé z Dol Amrothu také vznešené krve, byli vysocí, šedoocí, hrdí a tmavovlasí, což svědčí o jejich Númenorejské krvi. Knížectví Dol Amrothu, společně s regiony Belfalasu, Anorienu a Ithilienu (než jeho obyvatelé utekli kvůli jeho nebezpečí) bylo totiž posledním územím Gondoru ve kterém se uchovala populace čistých Númenorejců, zatímco ve všech ostatních regionech se Gondorští smísili se Seveřany a Středními lidmi a jejich Númenorská krev tak ztratila na síle. Ve skutečnosti, když princ Imrahil dorazil do Minas Tirith se svými labutími rytíři, „chovali se jako lordi, v nichž se skutečná rasa Númenoru uplatňovala. Obyvatelé Dol Amroth byli většinou Dúnadani z jihu a jedni z mála lidí v Gondoru, kteří denně znali a mluvili Sindarštinou. Byli známí jako nejšikovnější hráči na harfu v celém Gondoru, kteří hráli i na korunovaci Aragorna.